# انتخابات الرئاسة الإكوادورية 1916
انتخابات الرئاسة الإكوادورية 1916 هي الانتخابات الرئاسية التي جرت في 1916، في الإكوادور، لانتخاب رئيس الإكوادور، فاز بالانتخابات ألفريدو باكويريزو.